# Jürgen Schwarz (Autor)

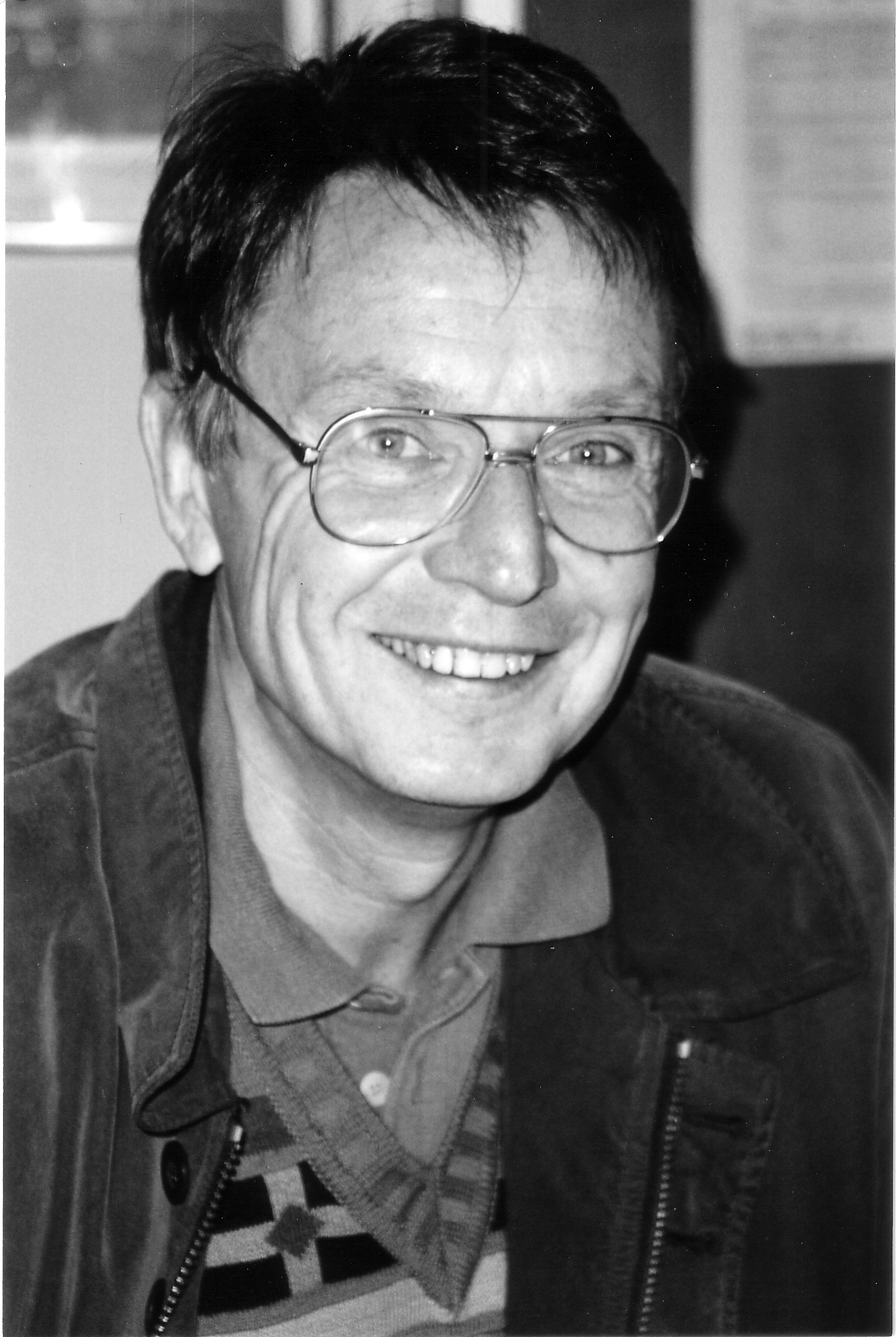
Jürgen Schwarz

Jürgen Schwarz (* 1940 in Wattenscheid) ist ein deutscher Gymnasiallehrer und Schulbuch-Autor.
Nach dem Abitur 1959 studierte Jürgen Schwarz Germanistik und Theologie an der Universität Göttingen. Von 1967 an war er Lehrer für Deutsch, evangelische Religionslehre, Ethik und Arbeitslehre in Rotenburg (Wümme) und von 1970 an in Kassel.
Als Prädikant für die Evangelische Kirche von Kurhessen-Waldeck schrieb er Predigten und war in den letzten Jahren seiner Berufstätigkeit Schulbuch-Autor für verschiedene Verlage.

## Schriften
- Religionen verstehen lernen. Christentum – Judentum – Islam – Hinduismus – Buddhismus. Lichtenau 1998. ISBN 3-89312-062-9.
- Goethe kennen lernen. Sein Leben, seine Frauen, seine Werke. Lichtenau 1999. ISBN 3-89312-073-4.
- Leichter lernen. Aufsätze. München 2000. ISBN 3-570-20685-8.
- Deutsche Literatur nach 1945 kennen lernen. Acht deutschsprachige Autoren und ihre Werke. Ingeborg Bachmann, Heinrich Böll, Max Frisch, Wolfgang Borchert, Friedrich Dürrenmatt, Günter Grass, Martin Walser, Christa Wolf. Lichtenau 2007. ISBN 978-3-86567-320-6.
- Böll kennen lernen. Leben und Werk. Lichtenau 2007. ISBN 978-3-86567-310-7.
- Schiller kennen lernen. Sein Leben. Seine Dramen. Seine Balladen. Lichtenau 2007. 11. Aufl. ISBN 978-3-89312-078-9.
- Geflügelte Worte. 160 Zitate aus der Weltliteratur. Norderstedt 2010. ISBN 3-8423-2799-4.
- Lust und Leid und Liebesklagen. Erotische Geschichten. Norderstedt 2011. ISBN 3-8423-7518-2.
- Denn er hat seinen Engeln befohlen über dir. Predigten für die Sonn- und Feiertage des Kirchenjahres. Saarbrücken 2011. ISBN 3-8416-0086-7.
- Schleiermachers Lehre von der Kirche in seinen theologischen Schriften: Die christliche Sitte. Die philosophische Ethik. Der christliche Glaube. Saarbrücken 2012. ISBN 978-3-8416-0260-2.
- Ein jegliches hat seine Zeit. Predigten in den Wechselfällen des Lebens. Saarbrücken 2012. ISBN 978-3-8416-0273-2.
- Essays: Tragödie. Spiel. Theater. Erziehung. Werbung. Poesie (auch als pdf). Berlin 2012. ISBN 978-3-8442-1842-8.
- Das System der Kardinaltugenden bei Platon. Berlin 2013. ISBN 978-3-8442-6843-0.